# Крандиевская-Толстая, Наталья Васильевна
Ната́лья Васи́льевна Крандие́вская-Толста́я (до замужества Крандиевская, в первом браке Волькенштейн; 21 января [2 февраля] 1888, Москва — 17 сентября 1963, Ленинград) — русская советская поэтесса и писательница, мемуаристка. 
Жена писателя Алексея Николаевича Толстого, мать физикохимика Фёдора Фёдоровича Волькенштейна, физика Никиты Алексеевича Толстого, композитора Дмитрия Алексеевича Толстого, бабушка писательницы Татьяны Никитичны Толстой.

## Биография
Наталья Васильевна Крандиевская родилась в Москве 21 января (2 февраля по новому стилю) 1888 года в литературной семье. Её отец, прогрессивный публицист, издатель и журналист Василий Афанасьевич Крандиевский (1861—1928), редактировал и издавал в Москве вместе с С. А. Скирмунтом «Бюллетени литературы и жизни», а мать, Анастасия Романовна (урождённая Тархова), была известной в начале XX века писательницей, близкой к чеховскому направлению. В доме родителей преобладали общественно-литературные интересы.
Начала писать стихи рано. Её стихи печатались в журналах, а также в сборниках 1913 и 1919 года и вызвали положительные отзывы Бунина, Бальмонта и Блока и Софии Парнок.
В 1907—1914 годах — замужем за присяжным поверенным Фёдором Акимовичем Волькенштейном. Их сын — физикохимик Фёдор Фёдорович Волькенштейн (1908—1985).
В 1914—1935 годах — замужем за Алексеем Толстым. Вернувшись вместе с ним из эмиграции (апрель 1919—июль 1923), Крандиевская-Толстая полностью отошла от литературы, хотя, по-видимому, была в значительной мере автором стихов в книге «Золотой ключик, или Приключения Буратино». Сыновья от второго брака — физик Никита Алексеевич Толстой, композитор Дмитрий Алексеевич Толстой.
После расставания с Толстым вернулась к поэзии и уже не оставляла её до конца жизни. Поздние стихи Крандиевской, в том числе блокадные, вышли в свет в 1970-х годах.
Похоронена на Серафимовском кладбище (39 уч.).

## Семья
- Сестра — Надежда Васильевна Крандиевская, скульптор.
  - Племянники — Наталия Петровна Файдыш-Крандиевская, художница; Андрей Петрович Файдыш, скульптор.

## Книги
- «Стихотворения» 1913 г.
- «Стихотворения. Кн. 2» 1919, Одесса
- «От лукавого» 1922, Москва-Берлин
- «Вечерний свет» 1972 (посмертный сб.)
- «Дорога» 1985 (посмертный сб.)